# Spejlteleskop
Et spejlteleskop eller en reflektor er en kikkert, som fungerer med et hulspejl (i stedet for en linse som i en refraktor) og et okular.
Lyset kommer ind i toppen af teleskopet, tilbagekastes fra et hulspejl i bunden, og kastes herefter ud til okularet, hvor observatøren sidder. Kikkertens forstørrelse er lig med brændvidden på hulspejlet divideret med brændvidden på okularet.
Det første spejlteleskop var det Isaac Newton lavede i 1669.
Blandt de forskellige typer af spejlteleskoper, der anvendes til store teleskoper er bl.a. Ritchey-Chrétien-teleskop og Schmidt-teleskop.